# Красный придорожный слизень
Красный придорожный слизень, или слизень рыжий (лат. Arion rufus) — вид наземных стебельчатоглазых брюхоногих моллюсков рода арионы (Arion) из семейства арионид (Arionidae). Крупные cлизни чёрного, коричневого, красного или оранжевого цвета, длина которых может достигать 150 мм. Природный ареал в основном занимает Центральную и часть Западной Европы, завезён в некоторые другие регионы и в Северную Америку. Влаголюбивый вид, обитающий по берегам лесных рек, на влажных лугах, близ болот, а также в антропогенных биотопах. По внешним признакам неотличим от Arion ater и во многом сходен с Arion vulgaris, но отличается от них строением половой системы.

## Таксономия
В 1758 году Карл Линней описал по внешним особенностям два вида слизней, которых он различал только по окраске. Красного он назвал Limax rufus, чёрного — Limax ater. Когда окраска тела была признана таксономически не значимой, их объединяли в один вид под названиями Arion empiricorum, Arion ater или Arion rufus. Затем, рядом авторов было показано, что в Европе обитают два близких вида, имеющие красные и чёрные формы, хорошо различимые только по строению половой системы и с более-менее разобщёнными ареалами, одного из которых обозначают как Arion ater, а другого — Arion rufus (при этом неизвестно, имел ли дело Линней с этими двумя видами или же с цветовыми вариациями одного из них). 
Однако же, находки промежуточных форм, которые являются признаком скрещивания видов, побудили некоторых авторов вновь принимать этих слизней за один вид. В этом случае правильным названием "красного слизня" будет Arion ater rufus (т. е. подвид A. ater), что связано с выбором Флеминга дать названию A. ater приоритет над A. rufus в 1822 году согласно принципу первого ревизующего (статья 24.2 МКЗН). 
Между популяциями A. rufus на Британских островах и наиболее распространённой формы на континентальной Европе есть различия в митохондриальной ДНК и небольшие различия в анатомии. В 2020 году среди экземпляров, на которые косвенно ссылался Линней, был выделен лектотип A. rufus. Это несохранившийся экземпляр из Алмондбери в Уэст-Йоркшире (Англия), который описал Мартин Листер. Указание лектотипа относит название rufus к британской форме. Приоритет для континентальной формы, видимо, имеет название Limax ruber, которое ввёл Гарсо в 1764 году. Таким образом для неё должно использоваться название Arion ater ruber.

## Описание

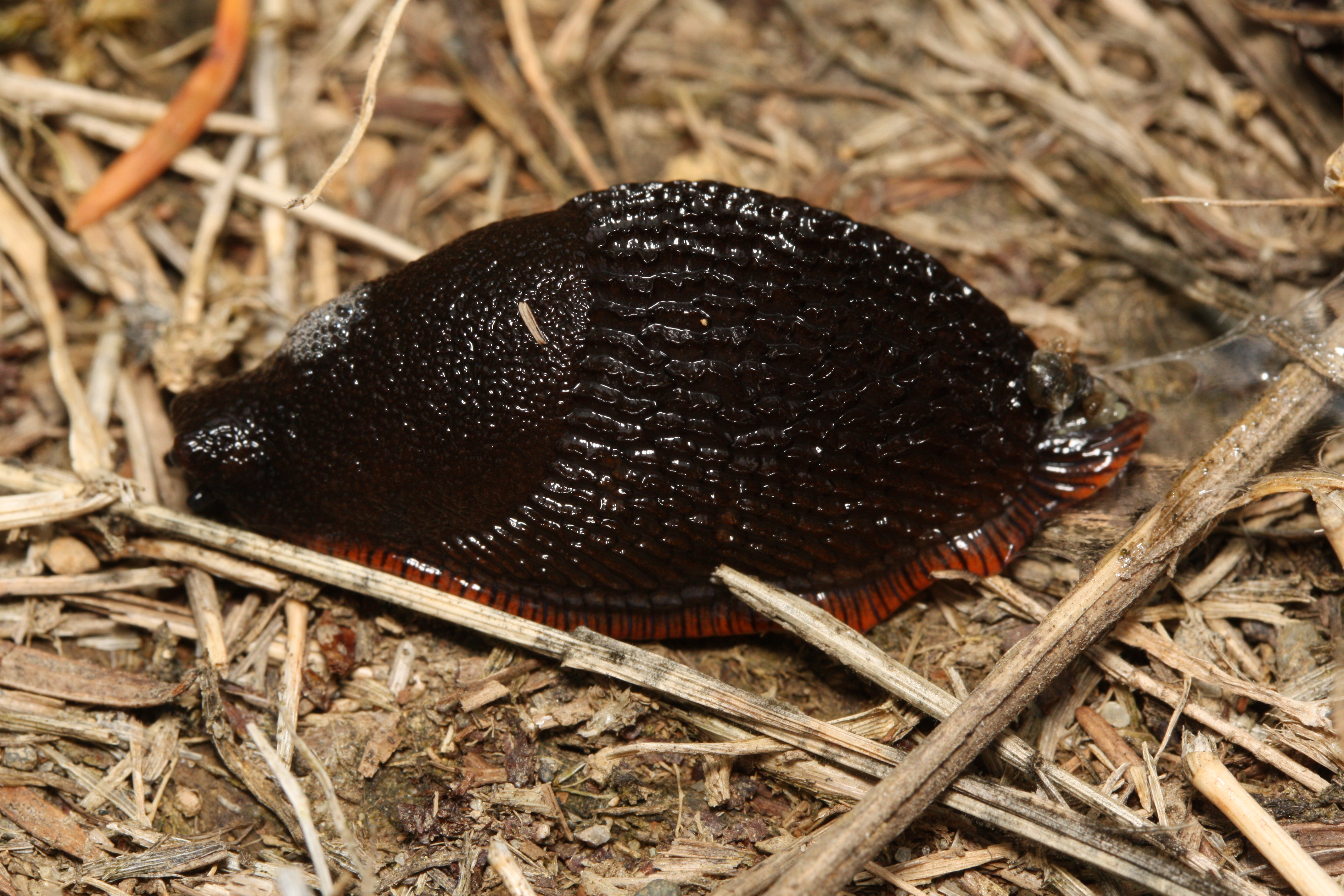
Чёрный Arion cf. rufus

Слизни однотонно чёрные, коричневые, красные или оранжевые, без полос и пятен. Спина сзади несколько уплощена. Пневмостом очень большой. Киля нет. Край подошвы широкий и обычно желтый или оранжевый (видно сбоку). Подошва желтоватая или кремовая, часто более интенсивно окрашена по краям. Слизь желтая или бесцветная, при раздражении молочно-белая или красная. Боковых зубов радулы 17-28, краевых 27-47, число рядов 130-152. Кишечник сходен с другими видами, но сильнее перекручен. При раздражении слизни сильно сокращаются, принимая полусферическую форму. Длина ползущего слизня до 150, сократившегося – до 80, ширина – до 20 мм.
Обычно в пределах популяции все особи окрашены одинаково. В окраске решающее значение имеет наличие в покровах двух пигментов: чёрного — меланина и красного — руфина. Их присутствие связано с генотипом. Экологические факторы оказывают влияние только на интенсивность развития меланина, количество которого определяет окончательную окраску слизней: если меланина мало, то окраска красная, умеренно — коричневая, много — чёрная. 

### Половая система
Атриум крупный, асимметричный, изменчивой формы за счет одного крупного и нескольких более мелких вздутий. Передний отдел атриума значительно у́же и короче заднего, который шире и вдвое длиннее. В заднем отделе атриума, близ устья яйцевода, находится крупный широкояйцевидная лигула. Яйцевод умеренно короткий, разделен на два отдела: тонкий проксимальный и немного более широкий дистальный. На границе этих отделов к яйцеводу крепится ретрактор. Гонада крупная, дисковидно уплощённая. Гермафродитный проток прямой, лишь впереди извитый. Белковая железа овальная, крупная. Спермовидукт (семяяйцевод) длинный, закрученный. Семяпровод тонкий, по крайней мере в 1,5 раза длиннее эпифаллуса, в который он плавно переходит. Семяприёмник с большим шаровидным или яйцевидным резервуаром. Эпифаллус умеренно короткий, сопоставим по размерам с яйцеводом, плавно расширяется вперёд, и основание его окружено валиком. Тёмного пигментного кольца на эпифаллусе нет. Пенис (вздутие у основания эпифаллуса) выражен умеренно хорошо. Проток семяприёмника умеренно длинный и широкий, без расширений, резервуар овальный и крупный.

### Отличия от близких видов
В Северной Европе на востоке до Финляндии и, возможно, России обитает сходный вид — Arion ater. По-видимому, его природный ареал располагается севернее Arion rufus, хотя местами оба вида обитают вместе (возможно, из-за завоза) и способны образовывать гибриды. По внешним признакам эти виды достоверно различить нельзя, хотя A. ater обычно несколько меньших размеров (длина ползущего слизня до 130 мм) и чаще всего имеет чёрную окраску. Точно определяются по строению атриума: у A. ater его дистальный отдел длиннее проксимального и боковые вздутия на проксимальном отделе небольшие, так что в целом атриум почти симметричен.
Внешне A. ater и A. rufus во многом сходны с Arion vulgaris. Природным ареалом этого слизня, видимо, является Франция, однако впоследствии он был завезён во многие другие регионы Европы, где считается наиболее вредоносным видом моллюсков. У A. vulgaris атриум относительно небольшой и короткий. Яйцевод длинный и очень широкий, разделен на два отдела: тонкий и короткий проксимальный, длинный и очень широкий дистальный. Внутри яйцевода находится большая сильно вытянутая лигула и несколько продольных складок. Семяпровод тонкий и длинный. Эпифаллус умеренно длинный и тонкий, намного короче яйцевода. Пенис выражен умеренно. Проток семяприёмника умеренно длинный и широкий, без расширений, резервуар овальный, относительно небольшой. Отмечается, что появление A. vulgaris приводит к локальному исчезновению A. ater и A. rufus, что, вероятно, связано с возможностью этих трёх видов образовывать гибриды друг с другом.

## Распространение
Природный ареал вида в основном занимает Центральную и часть Западной Европы: северная граница начинается от устья Вислы и далее идёт на запад, включая Нидерланды; западная проходит где-то во Франции; южная вдоль Альп; восточная в западной Польше и западной Чехословакии. Встречается на юге Великобритании и Ирландии. Завезён в Швецию, южную Финляндию, а также в Северную Америку (США). В России достоверные находки вида были сделаны только в деревне Костино близ Пушкино (Московская область), Кусково (Москва) и в южной Карелии у озера Сандал. Эти популяции также возникли в результате завоза. По состоянию на 1980 год, видимо, сохранилась только популяция в Пушкино.

## Биология

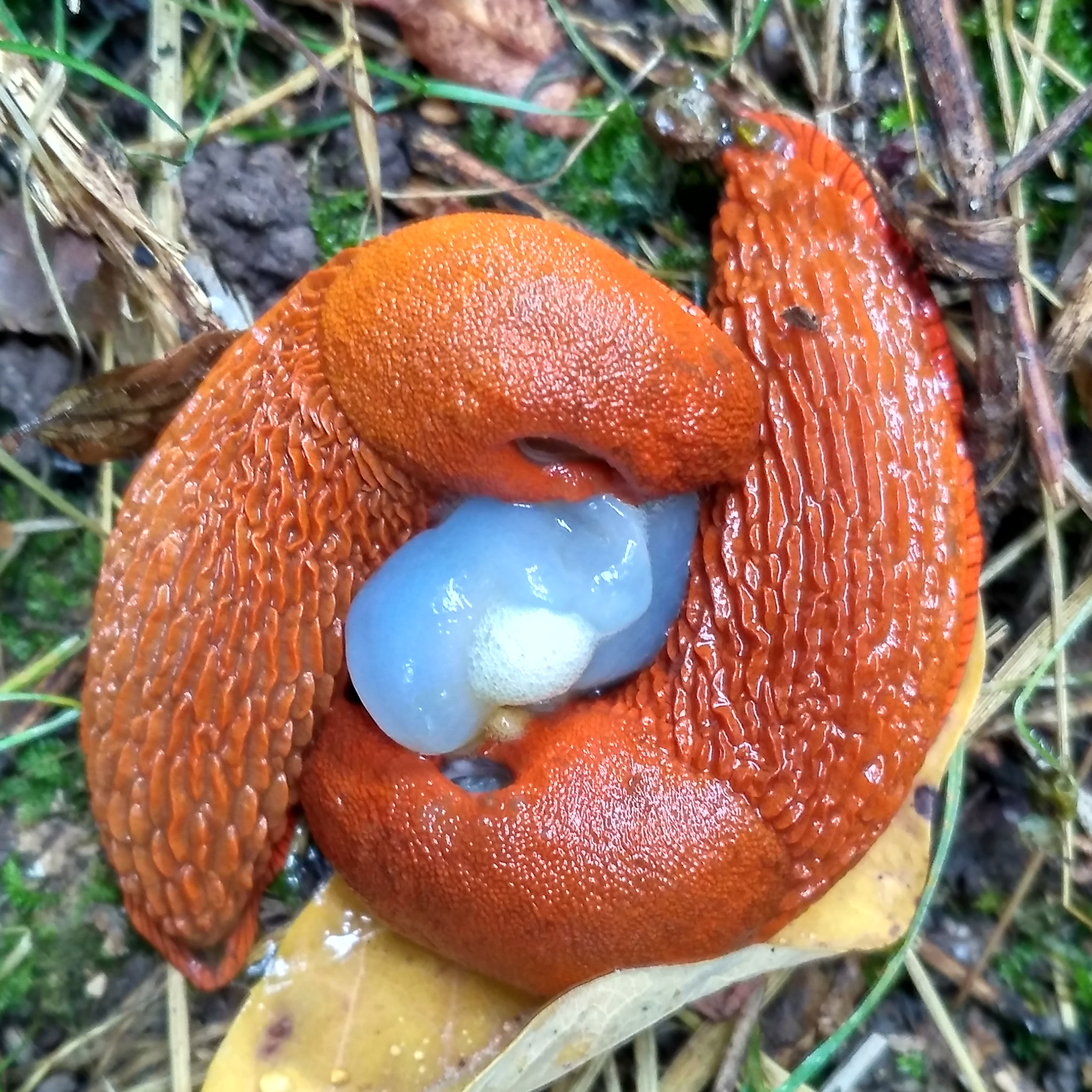
Спаривание слизней подрода Arion s. str.

Влаголюбивый вид, обитающий по берегам лесных рек, на влажных лугах, близ болот, реже в парках и по придорожным канавам, заросшим сочной травой. Многоядный вид, однако основную долю в питании составляют растения (листья, плоды, клубни и т. п.) и растительный перегной. Неоднократно отмечалось, что этот вид поедает трупы и кал животных и даже способен к хищничеству (иногда поедает мелких беспозвоночных, птенцов мелких птиц, молодь грызунов). У взрослых особей этого вида и у Arion ater отмечен своеобразный защитный механизм. Иногда, будучи встревоженными в сокращённом (или почти сокращённом) состоянии, слизни начинают покачиваться из стороны в сторону с периодичностью около двух секунд. Насколько известно, это поведение не проявляется у других видов слизней. A. rufus также встречается в антропогенных биотопах, однако во многих местах с 1970-х годов он был вытестен внешне схожим инвазивным видом Arion vulgaris.
В условиях тёплого влажного климата (например, в Англии) копуляция происходит осенью. После короткого брачного танца (кружение) партнёры располагаются друг к другу затылками, изогнув тело полукругом. Атриумы выворачиваются, а лигулы набухают и прижимаются друг к другу. Затем происходит обмен сперматофорами и обратное вворачивание гениталий. Весь процесс длится около двух часов. Через 2-4 недели начинается откладка яиц.
Яйца овальные, крупные (5×4 мм), белые, кожистые. Один слизень в 2-3 приёма откладывает от 300 до 500 яиц. Вылупление происходит через 4 недели и более. Молодь вначале белая или светло-жёлтая, но через несколько дней на мантии и спине появляется пара тёмных полос, которые сохраняются несколько месяцев до общего потемнения верхней стороны тела. Полосатая молодь отличается от Arion subfuscus более грубыми морщинами спины. Продолжительность жизни около одного года. 